# بريجيت أوبر
بريجيت أوبر (بالفرنسية: Brigitte Auber)‏ هي ممثلة فرنسية، ولدت في 27 أبريل 1928 بباريس في فرنسا.

## أعمال

### أفلام
- (1955) أن تمسك لصا[4]
- (1998) الرجل ذو القناع الحديدي[5][6]

## وصلات خارجية
- بريجيت أوبر على موقع IMDb (الإنجليزية)
- بريجيت أوبر على موقع ألو سيني (الفرنسية)
- بريجيت أوبر على موقع أول موفي (الإنجليزية)
- بريجيت أوبر على موقع قاعدة بيانات الأفلام السويدية (السويدية)
- بريجيت أوبر على موقع ديسكوغز (الإنجليزية)
- بريجيت أوبر على موقع قاعدة بيانات الفيلم (الإنجليزية)
- بريجيت أوبر على موقع كينوبويسك (الروسية)